# Ariquemes
Ariquemes város Brazíliában,  államban. 

## Népesség
A település népességének változása: